# Совсем пропащий
«Совсем пропащий» — советский художественный полнометражный цветной фильм, снятый режиссёром Георгием Данелией на киностудии «Мосфильм» в 1973 году. Экранизация романа Марка Твена «Приключения Гекльберри Финна».

## Сюжет
Фильм повествует об истории мальчика Гека и его друга — беглого чернокожего раба Джима.
Когда-то Гек жил со своим отцом — бродягой и заядлым алкоголиком, который вскоре ушёл из города. Власти отстояли мальчика и передали его на воспитание вдове Дуглас. Теперь Гек живёт под надёжным присмотром, учится хорошим манерам, но вскоре, вернувшийся в город отец требует заплатить ему за мальчика триста долларов, а когда получает отказ, то просто похищает сына и запирает в своей лачуге на берегу реки Миссисипи, ожидая выкупа.
Гек тайком выпиливает в стене дома выход и готовится к побегу из заточения. Его отец возвращается из города с новостями, что денег за мальчика ему давать не собираются ни цента, что там ждут суда по поводу опекунства Дуглас, который, как ожидается, узаконит пребывание Гека в новой семье. По такому поводу отец Гека выпивает алкоголь, и ночью, в состоянии белой горячки, кидается на сына с ножом, принимая его за ангела смерти и пытаясь зарезать, но это ему не удаётся. Гек, начиная опасаться за свою жизнь, засыпает с ружьём в руках. Понимая, что дальше оставаться тут опасно, Гек сбегает от отца в его отсутствие, инсценировав своё убийство. Теперь он живёт на берегу реки Миссисипи по другую сторону от дома. На следующий день он встречает своего друга — Джима, чернокожего раба вдовы Дуглас. Оказывается, он убежал от вдовы. Вдвоём они строят плот и плывут в Кейро. Джим очень хочет стать вольным и выкупить свою семью, а если случайно проплывёт этот город, то останется рабом навсегда. Гек решает бросить его — он уплывает на лодке, а на следующее утро снова встречает Джима, который чуть не отрекается от него. Мальчик извиняется перед ним, но тут выясняется, что они проплыли Кейро.
Вскоре на плот к друзьям попадают двое мошенников, убегающих от разъярённой толпы. Один из них — актёр-любитель и франт, представляющийся герцогом Бриджуотером. Второй — пожилой скупец, называющий себя королём Франции Людовиком XVII, «сыном» Людовика XVI и Марии-Антуанетты. Когда плот пристаёт к берегу, Герцог начинает ставить шекспировские пьесы в местных театрах и развлекать народ шутливыми представлениями, а затем сбегает с деньгами зрителей. В следующем городе Король узнаёт, что местный проповедник Питер Уилкс умер, и его дочерям теперь принадлежит всё наследство. Но если приедут братья покойного — англичане Гарви и глухонемой Уильям — то половина наследства перейдёт к ним. Поскольку братьев Питера никто из американских родственников и в глаза не видел, Герцог и Король притворяются Уильямом и Гарви соответственно, а Гек — их слугой Адольфусом. Узнав настоящие планы мошенников — получить наследство сирот, — он крадёт у жуликов деньги и прячет их в гроб Питера накануне погребения. На процессии в поместье заявляются настоящие Гарви и Уильям, и Гек с Джимом пытаются уплыть, но Король и Герцог догоняют их.
В третьем городе Гек берёт себе и Джиму билет на пароход в Кейро, желая наконец-то оставить жуликов. Выясняется, что Король продал Джима, а на вырученные деньги напился. Гек спасает Джима, но пароход отходит. В это же время местный полковник Шерборн убивает выпивоху Богса, и "в стельку" пьяный Герцог приглашает обеспокоенных горожан на своё представление. В ответ те вымазывают его и Короля в смоле и перьях и выгоняют из города. Пожалевшие их Гек и Джим берут плачущих жуликов на плот. Финальное желание Гека — помочь Джиму стать вольным.

## Съёмочная группа
- Авторы сценария — Виктория Токарева, Георгий Данелия
- Режиссёр-постановщик — Георгий Данелия
- Режиссёр — Лика Авербах
- Главный оператор — Вадим Юсов
- Главный художник — Борис Немечек
- Композитор — Андрей Петров
- Звукооператор — Инна Зеленцова
- Дирижёр — Георгий Гаранян
- Оператор — Юрий Невский
- Редактор — Владимир Огнев
- Музыкальный редактор — Раиса Лукина

## В ролях
- Роман Мадянов — Гек Финн
- Феликс Имокуэде — Джим
- Евгений Леонов — Король
- Вахтанг Кикабидзе — Герцог (озвучивает Леонид Каневский)
- Владимир Басов — папаша Гека
- Ирина Скобцева — вдова Дуглас
- Екатерина Верулашвили — мисс Уотсон, сестра вдовы Дуглас
- Наталья Сайко — Мэри Джейн, дочь Питера Уилкса
- Ирина Савина — Джоанна «Заячья Губа», её сестра
- Митя Ершов — Бак, мальчик из семьи, находящейся в кровной вражде с соседями
- Абессалом Лория — Альварес, помощник гробовщика
- Анатолий Яббаров — гробовщик (озвучивает Григорий Шпигель)
- Иван Рыжов — Богс, пьянчуга
- Андрей Файт — Гарви Уилкс
- Юрис Стренга — Уильям Уилкс
- Эдуардас Кунавичюс — эпизод
- Юрий Чернов — человек на пристани (озвучивает Михаил Кононов)
- Владимир Ивашов — полковник Шерборн
- Геннадий Ялович — проповедник

## Факты
- Роль Джима исполнил студент инженерного факультета Университета дружбы народов Феликс Имокуэде из Нигерии[2].
- Фильм «Совсем пропащий» был отобран директором Каннского фестиваля для конкурсного показа от СССР. Накануне фестиваля должен был состояться визит Брежнева в США, а Георгий Данелия в разговоре с одним из высокопоставленных чиновников неосмотрительно сказал, что фильм антиамериканский (хотя в нём ничего подобного не было). В итоге ленту на фестиваль не отправили, дали ей вторую категорию и демонстрировали в кинотеатрах только на первом утреннем сеансе. На следующий год тот же самый чиновник уже сам предложил Данелии отправить фильм в Канны и сказал, что на прошлогоднем фестивале показал его президенту «Коламбия Пикчерс», и тому кино очень понравилось. Теперь против был уже сам Данелия, так как французская сторона выбрала для участия в Каннах «Зеркало» Андрея Тарковского. Фильм «Совсем пропащий» на фестиваль всё-таки отправили, а режиссёру на всех пресс-конференциях задавали один и тот же вопрос: «Почему приехали вы, а не Тарковский?»[3].
- По словам Данелии, американские критики признали фильм лучшей экранизацией Марка Твена[4].
- Фрагменты из фильма использованы в клипе «Mon copain de la grande maison» французского мальчишеского хора «Les Poppys»
- На главную роль было много кандидатов до тех пор, пока не появился Роман Мадянов, и все вопросы об исполнителе главной роли отпали.
- Персонажа по имени Бак в первоначальном сценарии не было, хотя он есть в первоисточнике. Но после визита Р. Никсона в Москву в мае 1972 года и начавшейся политики «разрядки» один из эпизодов был признан антиамериканским и был изъят из сценария. Появилась «дырка», которую необходимо было срочно заполнить. Для этого подошёл эпизод с Баком, который есть в романе Марка Твена. Данелия и Токарева сочинили недостающий эпизод о встрече Гека с Баком. Поскольку вся группа уже находилась на съёмках в Литве, срочно был нужен исполнитель на роль Бака, и он был быстро найден и утверждён по фотографиям среди отвергнутых претендентов на главную роль.